# Pedro Lascuráin
Pedro Lascuráin Paredes (Mexico-Stad, 8 mei 1856 – aldaar, 21 juli 1952) was een Mexicaans jurist en politicus. In de avond van 18 februari 1913 was hij gedurende zeer korte tijd interim-president van Mexico.
Lascuráin stamde uit een familie van Baskische afkomst. Hij studeerde af in rechten in 1880. Lascuráin was burgemeester van Mexico-Stad voordat hij op 10 april 1912 door president Francisco I. Madero benoemd werd tot minister van Buitenlandse Zaken. In december 1913 werd hij weer kortstondig burgemeester, maar op 15 januari werd hij weer minister. Hij was gedurende 16 jaar directeur van de Escuela Libre de Derecho en gold als autoriteit op het gebied van commercieel en burgerlijk recht.
Op 9 februari 1913 was in Mexico-Stad een opstand uitgebroken onder conservatieve generaals, bijgenaamd de decena trágica (tragische tiendaagse). Het hoofd van de regeringstroepen, generaal Victoriano Huerta, liep op 18 februari over naar de opstandelingen. Hij dwong Madero en diens vicepresident José María Pino Suárez tot aftreden. Volgens de grondwet van 1857 moest bij afwezigheid van de president en vicepresident de minister van Buitenlandse Zaken tot president benoemd worden (de volgende in rij is de voorzitter van het grondwettelijk hof).
Om de staatsgreep een bepaalde wettigheid te geven, liet Huerta Lascuráin het presidentschap waarnemen.
Lascuráin besloot dit te accepteren, in de ijdele hoop hiermee het leven van Madero en Pino Suárez te redden.
Lascuráins enige daad als president was het benoemen van Huerta als voorzitter van het grondwettelijk hof van Mexico. Hierna trad hij zelf ook af, op die manier grondwettelijk zijn functie van president aan Huerta gevend.
Dit alles werd door een rompparlement bekrachtigd, en maakte Huerta's machtsovername op papier legaal. Lascuráins presidentschap had minder dan een uur (25 tot 55 minuten, afhankelijk van de bron) geduurd.
Huerta bood Lascuráin nog een post in zijn kabinet aan, wat Lascuráin weigerde. Na zijn korte presidentschap richtte hij zich weer op de beoefening van de rechtsgeleerdheid. Hij overleed in 1952 op 96-jarige leeftijd.
- Library of Congress Control Number: n2004046806
- SNAC: w6qr72f7
- Virtual International Authority File: 26454885
- WorldCat: E39PBJfcPTbWfTrWV3yvXQYByd